# 定期入れ
定期入れ（ていきいれ）は、鉄道・バス・船舶などに乗車（乗船）する際に携行する定期乗車券（定期券）を収納するための入れ物である。パスケース（和製英語の pass case）やカードホルダー（英：card holder、commuter card holder）とも呼ばれる。

## 用途
定期券は改札口を通過する際や乗降時など、係員に提示するため、もしくは自動改札機を通過するために出し入れしなければならないことがあるが、紙製の定期券は何度もの出し入れによって券面が磨耗し、読み取りづらくなったり損傷したりすることがある。定期入れは定期券を収納した状態で係員が券面表記を確認できるため、定期券の出し入れによる磨耗や損傷を防げる。

## 材質と色
材質は、布・アルミニウム・鉄・ステンレス・革・合皮・ビニール・エナメル、それぞれの材質の複合利用など多岐にわたる。また、色も黒や茶・白・オレンジなど様々な色が用いられる。

## 構造
収納したままで係員が読み取れるよう、透明な面があるのが一般的。定期券のみ収納できるほか、名刺入れや財布と兼用になっているものも多い。
磁気式定期券の場合、定期券を定期入れに入れたままでは自動改札機を通れず、その都度定期券を取り出して改札機へ投入する必要があるため、磁気式自動改札機が普及するにつれて定期券を出し入れしやすい構造になっているものも登場した。IC乗車カードによる定期券の場合、定期券を定期入れに入れたまま読取部にタッチすることで改札機を通れるが、複数のICカード定期券を1つの定期入れに入れていると通信に相互干渉が発生することがあるため、相互干渉を防ぐ目的で電波を遮蔽する構造のものも登場した。